# 西野山ニュータウン
西野山ニュータウン (にしのやまニュータウン)は、京都府京都市山科区に存在する新興住宅地。山科西野山ニュータウンとも呼ばれる。橋本不動産が分譲開発をおこなっている。 

## 概要
地下鉄東西線小野駅より徒歩18分、椥辻駅より徒歩約22分より約22分の位置にある。